# Michal Faško

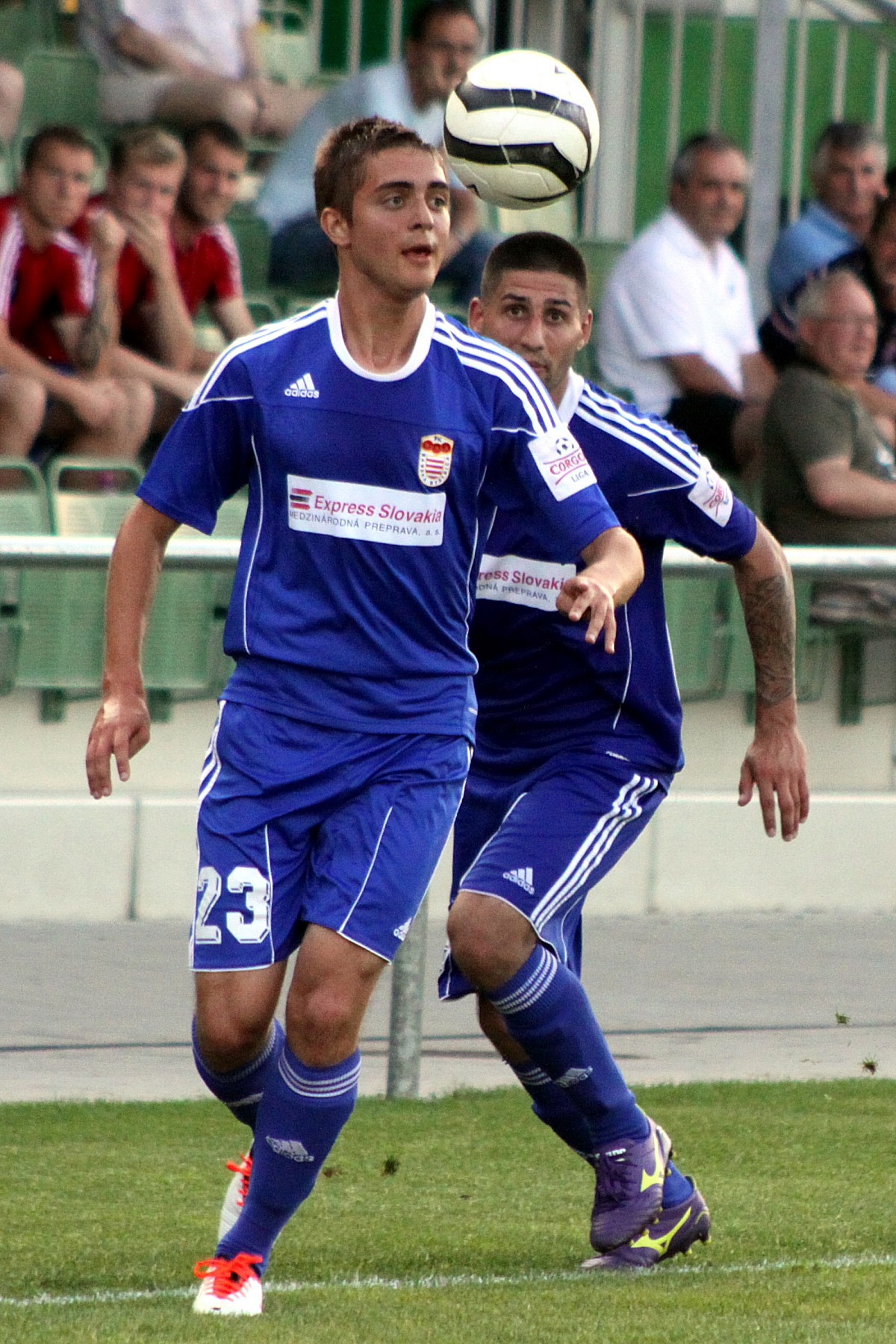
Michal Faško v roce 2013

Michal Faško (* 24. srpna 1994, Čierny Balog) je slovenský záložník, od roku 2017 hráč klubu FK Dukla Banská Bystrica.

## Klubová kariéra
Svoji fotbalovou kariéru začal v Partizánu Čierny Balog. Mezi jeho další angažmá patří: FK ŽP ŠPORT Podbrezová, FK Dukla Banská Bystrica.
V letech 2015–2017 působil v MFK Ružomberok. V létě 2017 přestoupil do švýcarského klubu Grasshopper Club Zürich.

## Reprezentační kariéra
V letech 2010–2012 nastupoval za slovenskou reprezentaci do 17 let. Později oblékal dresy slovenských reprezentací U19 a U21.